# Mistrzostwa Świata Juniorów w Short Tracku 2025
31. Mistrzostwa Świata Juniorów w Short Tracku 2025 odbyły się w kanadyjskim Calgary w dniach 27 lutego–2 marca 2025. Organizatorem zawodów była Międzynarodowa Unia Łyżwiarska (ISU). Zawodnicy i zawodniczki rywalizowali na torze Olympic Oval.

## Klasyfikacja medalowa
Gospodarz (Kanada)
| Lp.     | Reprezentacja    | Złoto | Srebro | Brąz | Razem |
| 1.      | Korea Południowa | 7     | 3      | 1    | 11    |
| 2.      | Kanada           | 2     | 0      | 2    | 4     |
| 3.      | Chiny            | 0     | 4      | 2    | 6     |
| 4.      | Kazachstan       | 0     | 1      | 3    | 4     |
| 5.      | Japonia          | 0     | 1      | 1    | 2     |
| Łącznie | Łącznie          | 9     | 9      | 9    | 27    |

## Medaliści i medalistki

### Juniorzy
| Konkurencja          | Złoto                                                                    | Czas     | Srebro                                                 | Czas     | Brąz                                                                                  | Czas     |
| 500 metrów           | Mathieu Pelletier                                                        | 41,647   | Li Xinyu                                               | 41,869   | Kim Min-woo                                                                           | 50,312   |
| 1000 metrów          | Rim Jong-un                                                              | 1:24,450 | Zhang Bohao                                            | 1:24,657 | Victor Chartrand                                                                      | 1:26,147 |
| 1500 metrów          | Rim Jong-un                                                              | 2:18,477 | Kim Min-woo                                            | 2:19,057 | Sun Xiao                                                                              | 2:19,178 |
| Sztafeta 3000 metrów | Korea Południowa Joo Jae-hee · Kim Min-woo · Koo Min-seung · Rim Jong-un | 3:59,645 | Chiny Li Xinyu · Sun Xiao · Tian Minshuo · Zhang Bohao | 3:59,690 | Kazachstan Nurłan Kajyrbekow · Dynmuchamed Täżybaj · Maksat Uäliułła · Bogdan Wiechow | 3:59,798 |

### Juniorki
| Konkurencja          | Złoto                                                                  | Czas     | Srebro                                                                                  | Czas     | Brąz                                                                   | Czas     |
| 500 metrów           | Ayisha Miao Qi                                                         | 43,390   | Ayano Sekiguchi                                                                         | 43,509   | Lyu Wanyu                                                              | 44,168   |
| 1000 metrów          | Kim Min-ji                                                             | 1:33,123 | Oh Song-mi                                                                              | 1:33,401 | Alina Ażgalijewa                                                       | 1:33,435 |
| 1500 metrów          | Oh Song-mi                                                             | 2:28,128 | Kim Min-ji                                                                              | 2:28,215 | Ayisha Miao Qi                                                         | 2:28,270 |
| Sztafeta 3000 metrów | Korea Południowa Chung Jae-hee · Kang Min-ji · Kim Min-ji · Oh Song-mi | 4:13,083 | Kazachstan Alina Ażgalijewa · Anastasija Galeczina · Zejnep Kumarkan · Polina Omielczuk | 4:13,651 | Japonia Nonomi Inoue · Sarasa Kinami · Ayano Sekiguchi · Aoi Yoshizawa | 4:13,771 |

### Konkurencje mieszane
| Konkurencja          | Złoto                                                                                            | Czas     | Srebro                                                                            | Czas     | Brąz | Czas     |
| Sztafeta 2000 metrów | Korea Południowa Kim Min-ji · Kim Min-woo · Oh Song-mi · Rim Jong-un · Joo Jae-hee · Kang Min-ji | 2:41,178 | Chiny Li Xinyu · Lin Jingyi · Zhang Bohao · Zhao Kexin · Lyu Wanyu · Tian Minshuo | 2:41,438 | Kazachstan Alina Ażgalijewa · Zejnep Kumarkan · Dynmuchamed Täżybaj · Bogdan Wiechow · Anastasija Galeczina · Nurłan Kajyrbekow | 2:44,071 |

## Wyniki reprezentantów Polski
Juniorzy
| Zawodnik | 500 | 1000 | 1500 | RL | MR |
| Polska | —   | —    | —    | 13 | 5  |
| Tymon Hryniewicz | –   | –    | 46   | +  | –  |
| Adam Makuch | –   | –    | 43   | +  | –  |
| Krzysztof Mądry | 37  | 66   | –    | +  | +  |
| Noël Vreuls | 32  | 42   | –    | +  | +  |
| 1. 2. 3. Finał A Finał B Półfinał Ćwierćfinał Repasaż półfinałowy Repasaż ćwierćfinałowy Eliminacje Preeliminacje RL – Sztafeta MR – Sztafeta mieszana · DNF – Zawodnik nie ukończył biegu DNS – Zawodnik nie pojawił się na starcie biegu PEN – Zawodnik otrzymał karę – Zawodnik otrzymał żółtą kartkę – Zawodnik otrzymał czerwoną kartkę |     |      |      |    |    |

Juniorki
| Zawodniczka | 500 | 1000 | 1500  | RL | MR |
| Polska | —   | —    | —     | 7  | 5  |
| Anna Falkowska | 23  | –    | –     | +  | +  |
| Hanna Mazur | –   | 21   | 23PEN | +  | –  |
| Michalina Wawer | 13  | –    | 36    | +  | –  |
| Kornelia Woźniak | 5   | 31   | –     | +  | +  |
| 1. 2. 3. Finał A Finał B Półfinał Ćwierćfinał Repasaż półfinałowy Repasaż ćwierćfinałowy Eliminacje Preeliminacje RL – Sztafeta MR – Sztafeta mieszana · DNF – Zawodniczka nie ukończyła biegu DNS – Zawodniczka nie pojawiła się na starcie biegu PEN – Zawodniczka otrzymała karę – Zawodniczka otrzymała żółtą kartkę – Zawodniczka otrzymała czerwoną kartkę |     |      |       |    |    |